# Джускалян, Джордж
Джордж Джускалян (англ. George Juskalian; арм. Գևորգ Ժուսգալյան, Геворг Джусгалян; 7 июня 1914, Фитчберг, Массачусетс — 4 июля 2010, Сентервилл, Виргиния, США) — полковник Армии США, служивший во время Второй мировой войны, Корейской и Вьетнамской войнах. Один из наиболее награждённых американских военных армянского происхождения когда-либо служивших в армии США.  

## Биография
Джордж Джускалян родился в Фитчберге, штат Массачусетс, 7 июня 1914 года и был младшим сыном армянских родителей Кеворка Джускаляна (1861–1938) и Марицы Феррахян (1876–1960). Отец Георгия, Кеворк, был из Харперта, Османская Турция, а его мать Марица была из Арапкира, Османская Турция.
Выросший в Массачусетсе, он вступил в армию США в 1939 году и был призван на действительную военную службу в звании старшего лейтенанта в 1940 году. Он с отличием служил во время Второй мировой войны, во время которой попал в плен к немцам в Тунисе и провел 27 месяцев. в лагерях для военнопленных в Италии, Германии и Польше. По возвращении домой полковник Джускалян служил в секретариате генерала Эйзенхауэра в Пентагоне с 1945 по 1948 год и продолжал с отличием служить нашему народу до выхода в отставку в звании полковника в 1967 году. Он получил высшую армейскую награду за небоевую службу - Легиона Заслуг, а также четыре Серебряные звезды, три Бронзовые звезды и Армейскую Почетную медаль и другие. Помимо военной службы, полковник долгое время проживал в Сентервилле и активно участвовал в общественной жизни. Он был активным участником таких организаций, как Армянская ассамблея Америки, American Legion Post 1995 и Blue and Grey Veterans of Foreign Wars Post 8469, вплоть до своей смерти в начале этого года.
В его честь названо здание почтового отделения США.

## Семья
Жена — Люсине Юскалян. Дети — Кеворк (Тани) Джускалян, Элисса (Джо) Джамалдинян, Грегори Джускалян.